# 2025年のカタールグランプリ (ロードレース)
2025年カタールグランプリ(2025 Qatar motorcycle Grand Prix、正式名称: Qatar Airways Grand Prix of Qatar 2025)は、ロードレース世界選手権の2025年シーズン第4戦として、4月13日にカタール・ドーハのルサイル・インターナショナル・サーキットで開催された。